# A magyar háztartások energiafogyasztása
A lakossági energiafogyasztás (energiafelhasználás) Magyarország teljes energiafelhasználásának 37%-át tette ki 2008-ban, így ez az ágazat komoly fogyasztónak számít hazánkban. Másik oldalról megközelítve a problémakört, itt lehet a legnagyobb energiamegtakarító (ezáltal közvetetten környezetvédelmi) intézkedéseket megvalósítani. A kiotói egyezmény előírásainak való minél jobb megfelelés elérése érdekében az Európai Uniónak, illetve a tagországoknak törekedniük kell a minél hatékonyabb energiafelhasználásra. Éppen ezért minden tagországnak be kell vezetnie az egységes energia-hatékonysági kalkulációkat, meg kell határoznia a minimum követelményeket, a légkondicionáló és fűtő berendezések előírásait, valamint az energetikai tanúsítványok megszerzésének feltételeit. Az építési épületenergetikai szabályoknak megfelelő, közel nulla energiájú házak, továbbá a passzívházak (a szoláris építészet továbbfejlesztett mintapéldái) és az energiatakarékos házak mind hozzájárulnak a háztartások energiafelhasználásának minimalizálásához.

## Háztartások átlagos energiafogyasztása a felhasználás célja szerint
Hazánkban az épületeink háromnegyed része energetikai szempontból korszerűtlen (2002). A statisztikák alapján 2008-ban a lakossági energiafelhasználás legnagyobb része, 75,85%-a a fűtési hőigény fedezésére, míg 10,73%-a melegvíz előállításra fordítódik, emellett 7,15%-ot tesz ki a főzés energiaigénye. Ez az igény hőigényt jelent, amit hőenergia-forrásokkal, pl. távhővel, vagy napenergiával lehet fedezni. Annak ellenére, hogy az évnek csupán egy részében van szükség fűtésre, ez teszi ki a legnagyobb részarányt. Budapesten 90 éves átlagot véve figyelembe kb. 190 nap az összes éves fűtési napok száma. A környezetvédelem és a gazdaság céljait szem előtt tartva főként a legnagyobb energiahatékonyság – vagyis az épületek megfelelően kis fogyasztása – elsősorban az épületek megfelelő szigetelésén, és a korszerű fűtési ill. melegvíz-előállítási mód megválasztásán múlik. Az említett két fő felhasználási módot átalakítva jelentős lépés tehető a  fenntartható fejlődés eszméjének gyakorlati megvalósítása felé.

## Fűtési energiafelhasználás fűtési módok szerint
A fűtés közel 60%-át 2004-ben földgázból fedezte a magyar lakosság. Jelentős részt (17,72%) képvisel a távfűtés is, mely főleg városi panelházakra jellemző. 2009-ben hazánkban 93 településen 220 távfűtő rendszer működik, a távfűtött lakások száma kb. 650 ezer. A távfűtés akkor jelent népgazdasági szinten energiamegtakarítást, és CO2 megtakarítást, ha erőművi hulladékhőből történik. Az olajjal és elektromos árammal történő hőenergia előállítás csupán elenyészően kis százalékot képvisel (1,40%), ugyanakkor a hagyományos tüzelési módok, mint például a tűzifa- a szén- és a vegyes-tüzelés összesen csaknem megegyezik a távfűtés részarányával. A szilárd tüzelés általában olcsóbb volta miatt kerül előtérbe, de a kisebb kazánok rosszabb hatásfoka, valamint a nagyobb CO2, károsanyag és légszennyezés miatt előnytelenebb. A gázzal történő fűtés elsősorban kényelmi szempontok miatt, és kis emissziója miatt népszerű. Hazánkban 3125 településéből 2596 kapcsolódik földgáz hálózathoz, így csaknem az ország egész területét behálózza gázvezeték rendszer. Mindazonáltal nem szabad megfeledkeznünk arról, hogy a földgáz nem megújuló energiaforrás. A külföldi forrásoktól való energiafüggőség pedig kétségtelen, ugyanis hazánkban nincsenek jelentős gáztartalékok, ezért hosszú távon stratégiailag nem biztonságos kizárólag földgázra berendezkedni.

## Melegvíz-előállítás az előállítás módja szerint
2004-ben használati melegvizet 42%-ban villanybojler, 31%-ban gázbojler vagy cirkó segítségével, míg 17%-ban távhő segítségével állították elő hazánkban. A háztartások 7%-ában nincs folyó melegvíz előállítás 3%-ában pedig egyéb módon nyernek háztartási melegvizet. A Magyarországon (pl. melegvíz előállításra) épített napkollektorok száma a 2008 évben kb. 73000 m2 volt. A 2020 után életbe lépő előírások alapján a megújuló energiával (pl. napenergiával) működő melegvíz készítő rendszerek növekedése valószínű. 